# ويليام بيت الأصغر
ويليام بيت الأصغر (بالإنجليزية: William Pitt the Younger)‏ هو رجل دولة بريطاني، عاش في أواخر القرن الثامن عشر وأوائل القرن التاسع عشر. هو أصغر وآخر رئيس وزراء لبريطانيا العظمى (قبل قوانين الاتحاد لعام 1800) ثم أصبح أول رئيس وزراء للمملكة المتحدة (لبريطانيا العظمى وأيرلندا) اعتبارًا من يناير 1801. استقال من منصبه في 1801، لكنه شغل منصب رئيس الوزراء مرة أخرى من 1804 حتى وفاته في 1806. وشغل أيضًا منصب مستشار الخزانة طوال فترة خدمته كرئيس للوزراء. يُعرف باسم «بيت الأصغر» لتمييزه عن والده، ويليام بيت، إيرل شاتام الأول، الذي شغل سابقًا منصب رئيس الوزراء، ويشار إليه باسم «ويليام بيت الأكبر» (أو «شاتام» من قبل المؤرخين).
هيمنت الأحداث السياسية الكبرى في أوروبا، بما في ذلك الثورة الفرنسية والحروب النابليونية، على فترة رئاسة بيت لمجلس الوزراء، والتي تزامنت أيضًا مع عهد الملك جورج الثالث. على الرغم من الإشارة إلى بيت على أنه من «المحافظين» أو «المحافظين الجدد»، فقد عدّ نفسه «عضوًا مستقلًا من حزب الأحرار» وعارض بشكل عام تطوير نظام سياسي حزبي صارم.
اعتُبر بيت أنه صاحب إدارة متميزة وقد سعى للكفاءة والإصلاح، إذ جلب جيلًا جديدًا من الإداريين الأكفاء. رفع قيمة الضرائب لتعويض ما تكبدته الدولة في الحرب الكبرى ضد فرنسا، وقمع التطرف. للتغلب على تهديد الدعم الأيرلندي لفرنسا، أقرّ قوانين الاتحاد لعام 1800 وحاول (لكنه فشل) في تأمين التحرر الكاثوليكي كجزء من الاتحاد. لقد أسس «حزب المحافظين الجدد»، الذي أعاد إحياء حزب المحافظين ومكنه من البقاء في السلطة لربع القرن القادم. بحسب المؤرخ آسا بريجز، فإن شخصيته لم تكن محببة للعقل البريطاني، إذ كان بيت انعزاليًا وباهتًا للغاية، وغالبًا ما كان ينضح بمواقف تنم عن استعلاء. اتضحت عظمته في الحرب مع فرنسا، إذ أصبح موقف بيت ما سماه اللورد مينتو «أطلس عالمنا المترنح». وصفه ويليام ويلبرفورس قائلًا: «لم ألق قط نظيرًا له في نقاء شخصه وعدم تحيزه وحبه لهذه البلاد». خلص المؤرخ تشارلز بيتري إلى أنه واحد من أعظم رؤساء الوزراء، «على أرضية أنه مكن البلاد من الانتقال من النظام القديم إلى الجديد دون اضطرابات عنيفة، لقد فهم بريطانيا الجديدة». لهذا فقد صُنف في مرتبة عالية بين جميع رؤساء الوزراء البريطانيين في استطلاعات متعددة.
شغل بيت منصب رئيس الوزراء لما مجموعه ثمانية عشر عامًا، و 343 يومًا، ليصبح بذلك صاحب أطول فترة خدمة كرئيس للوزراء، بعد روبرت والبول.

## النشأة

### التعليم
ولد ويليام بيت، الابن الثاني لوليام بيت، إيرل شاتام الأول، في 28 مايو 1759 في هايس بليس في قرية هايس، كِنت. كانت أسرته منخرطة سياسيًا من الجهتين، إذ أن والدته، هيستر جرينفيل، هي شقيقة رئيس الوزراء السابق جورج جرينفيل. وفقًا لكاتب السيرة الذاتية جون إيرمان، فقد ظهر في بيت تألق وديناميكية سلالة والده، والطبيعة المنهجية المصممة لعائلة جرينفيل.
عانى من اعتلالات صحية في كثير من الأحيان في صباه، فتلقى تعليمه في المنزل على يد القس إدوارد ويلسون. سرعان ما أجاد بيت الطفل الذكي اللغتين اللاتينية واليونانية. قُبل في كلية بيمبروك، كامبريدج، في 26 أبريل 1773، قبل شهر من بلوغه الرابعة عشرة. درس الفلسفة السياسية والكلاسيكية والرياضيات وعلم المثلثات والكيمياء والتاريخ. في كامبريدج، تلقى بيت تعليمًا من قبل جورج بريتمان، وتطورت بينهما فيما بعد صداقة شخصية قوية. عيّن بيت فيما بعد بريتمان أسقفًا للنكولن، ثم وينشستر، وتلقى منه النصح طوال حياته السياسية. أثناء وجوده في كامبريدج، تعرف على ويليام ويلبرفورس الشاب وأصبحا أصدقاءً، وظل ويليام صديقًا لبيت طوال فترة حياته وكان حليفًا سياسيًا له في البرلمان. مال بيت في علاقاته الاجتماعية إلى زملائه بالجامعة والأشخاص الذين يعرفهم بالفعل، ولم يغامر كثيرًا خارج إطار الجامعة. مع ذلك فقد وُصف بأنه فاتن وودود. وفقًا لويلبرفورس، فقد تمتع بيت بذكاء استثنائي إلى جانب روح الدعابة اللطيفة. في عام 1776، عانى بيت من اعتلالات صحية، واستفاد من الامتياز قليل الاستخدام المتاح فقط لأبناء النبلاء، واختار التخرج دون الحاجة إلى اجتياز الامتحانات. قيل إن والد بيت قد طالبه بترجمة الأدب الكلاسيكي الجهري إلى اللغة الإنجليزية باستمرار وإلقاء الضوء على موضوعات لم تكن معروفة من قبل في محاولة لتطوير مهاراته الخطابية. توفي والد بيت، الذي ترقى في ذلك الوقت إلى رتبة النبلاء تحت اسم إيرل شاتام، في عام 1778. نظرًا لكونه الابن الأصغر، فلم يحصل بيت على جزء كبير من الميراث. تلقى بيت تعليمه في القانون في جمعية لنكولن، والتحق بنقابة المحامين في صيف عام 1780.

### تأثير الحرب
شكلت خسارة الحرب والمستعمرات الثلاث عشرة صدمة للنظام البريطاني. إذ كشفت الحرب عن قيود دولة التمويل العسكري البريطانية عندما كانت في مواجهة أعداء أقوياء ولم تحظ بحلفاء، معتمدةً على خطوط اتصال ممتدة عبر المحيط الأطلسي وهشة، مواجهةً ولأول مرة أعداءً من الكاثوليك والبروتستانت. زادت الهزيمة من حدة الخلاف وصعّدت العداء السياسي ضد وزراء الملك. تحور الاهتمام السياسي داخل البرلمان من المخاوف من وجود ملك مفرط القوة إلى قضايا التمثيل والإصلاح البرلماني وتقليص الحكومة. سعى الإصلاحيون إلى القضاء على ما اعتبروه فسادًا مؤسساتيًا واسع النطاق. وكانت النتيجة أزمة من عام 1776 إلى 1783. ترك السلام في عام 1783 فرنسا في حالة ركود مالي، بينما ازدهر الاقتصاد البريطاني نتيجة عودة الاستثمارات الأمريكية. انتهت تلك الأزمة في عام 1784 بقدرة دهاء الملك في التغلب على تشارلز جيمس فوكس وتجديد الثقة في النظام الذي تولد عن قيادة بيت. خلص المؤرخون إلى أن خسارة المستعمرات الأمريكية مكنت بريطانيا من التعامل مع الثورة الفرنسية بدرجة من الوحدة والتنظيم، أكثر مما كان يمكن أن يكون عليه الحال. اتجهت بريطانيا نحو آسيا والمحيط الهادئ، ثم إفريقيا فيما بعد، مما أدى إلى بروز الإمبراطورية البريطانية الثانية.

## الوفاة
أثرت النكسات على صحة بيت، فقد عانى طويلًا من وعكات صحية، بدايةً من الطفولة، إذ عانى من النقرس والركود الصفراوي، وتفاقمت حالته سوءًا نتيجة ولعه بنبيذ بورت، الذي نُصح بتناوله في بداية حالته للتعامل مع اعتلال صحته المزمن. في 23 يناير 1806، توفي بيت في بولينغ غرين هاوس في بوتني هيث، ربما من تقرح هضمي في معدته أو الاثني عشر. لم يتزوج ولم يكن له أطفال.
بلغت ديون بيت 40 ألف جنيه إسترليني عند وفاته، لكن البرلمان وافق على دفعها نيابة عنه. اقتُرح تكريمه بجنازة عامة ونصب تذكاري؛ مرت على الرغم من بعض المعارضة. دُفنت جثة بيت في وستمنستر أبي في 22 فبراير، بعد أن بقي في الولاية لمدة يومين في قصر وستمنستر.
خلف بيت كرئيس للوزراء ابن عمه الأول ويليام جرينفيل، بارون جرينفيل الأول، الذي ترأس وزارة جميع المواهب، وهو تحالف ضم تشارلز جيمس فوكس.

## روابط خارجية
- ويليام بيت الأصغر على موقع الموسوعة البريطانية (الإنجليزية)
- ويليام بيت الأصغر على موقع إن إن دي بي (الإنجليزية)